# Charles Fort (bâtiment)
 (avril 2025).

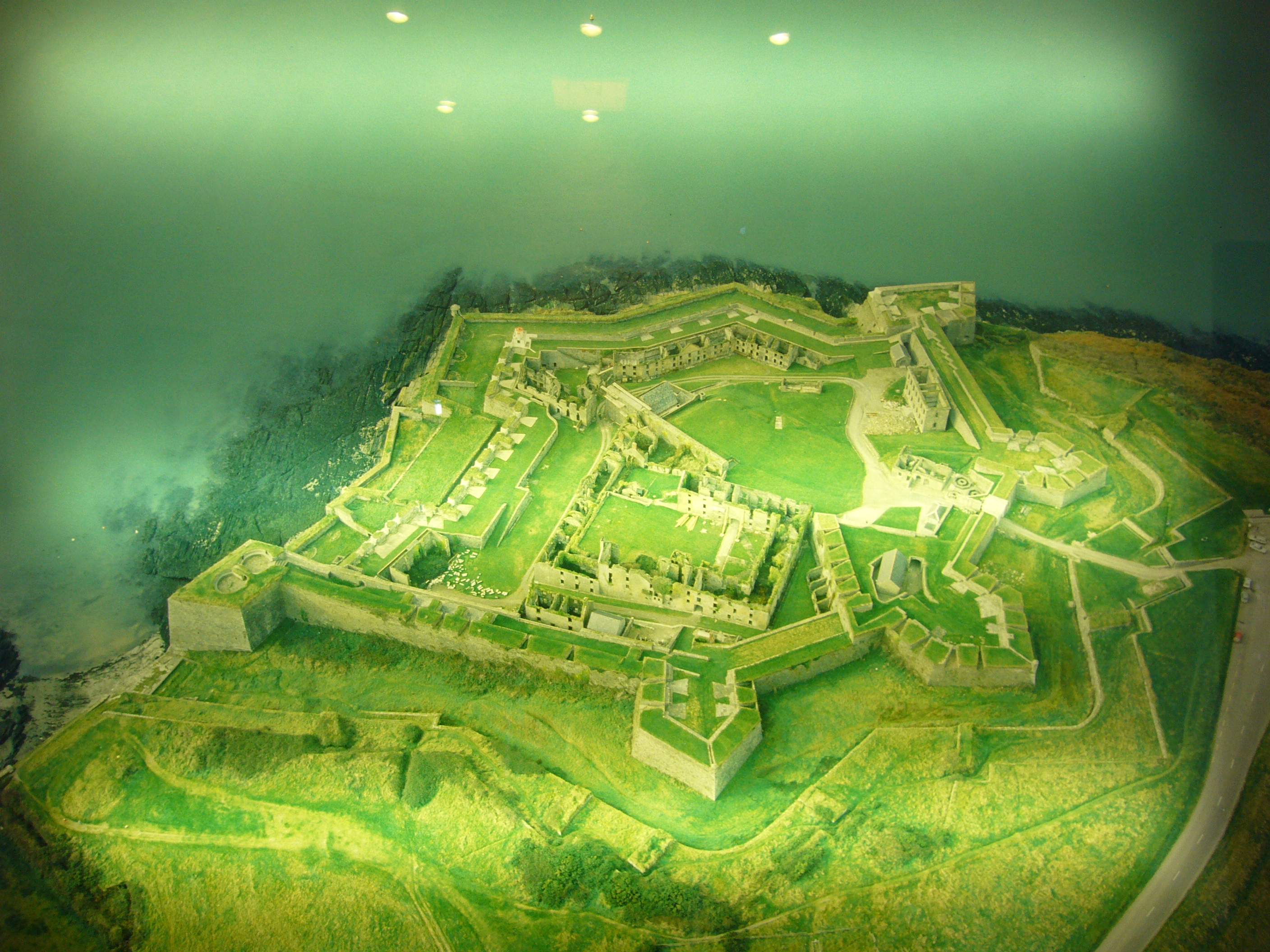
Photo aérienne du Fort Charles, Kinsale

Charles Fort (Irlandais: Dún Chathail) est un fort de type Vauban situé au bord de l'eau, dans le sud du village de Summer Cove, près de Kinsale, Comté de Cork, Irlande. Le fort est nommé après Charles II d'Angleterre. Il fut construit à la fin du XVIIe siècle sur le site d'une ancienne forteresse, Ringcurran Castle. Achevé en 1681, ce fort est un des plus bel exemple de fortification du XVIIe siècle en Irlande. En 1690, alors qu'il sert de refuge aux partisans de James II, il est assiégé par les forces Williamites. Après 13 jours de siège, donc 5 de canonnades ininterrompus, il capitule. Il fera l'objet, au cours du temps de diverses améliorations. Il est tombé en désuétude après avoir été brulé par les forces « anti-Treaty » pendant la guerre civile en Irlande en 1922. Plus récemment, il a été partiellement restauré par l'état et ouvert au public.
Devant l'enceinte, face à la mer, se trouve aussi le phare de Charles Fort, feu directionnel menant au port de Kinsale.

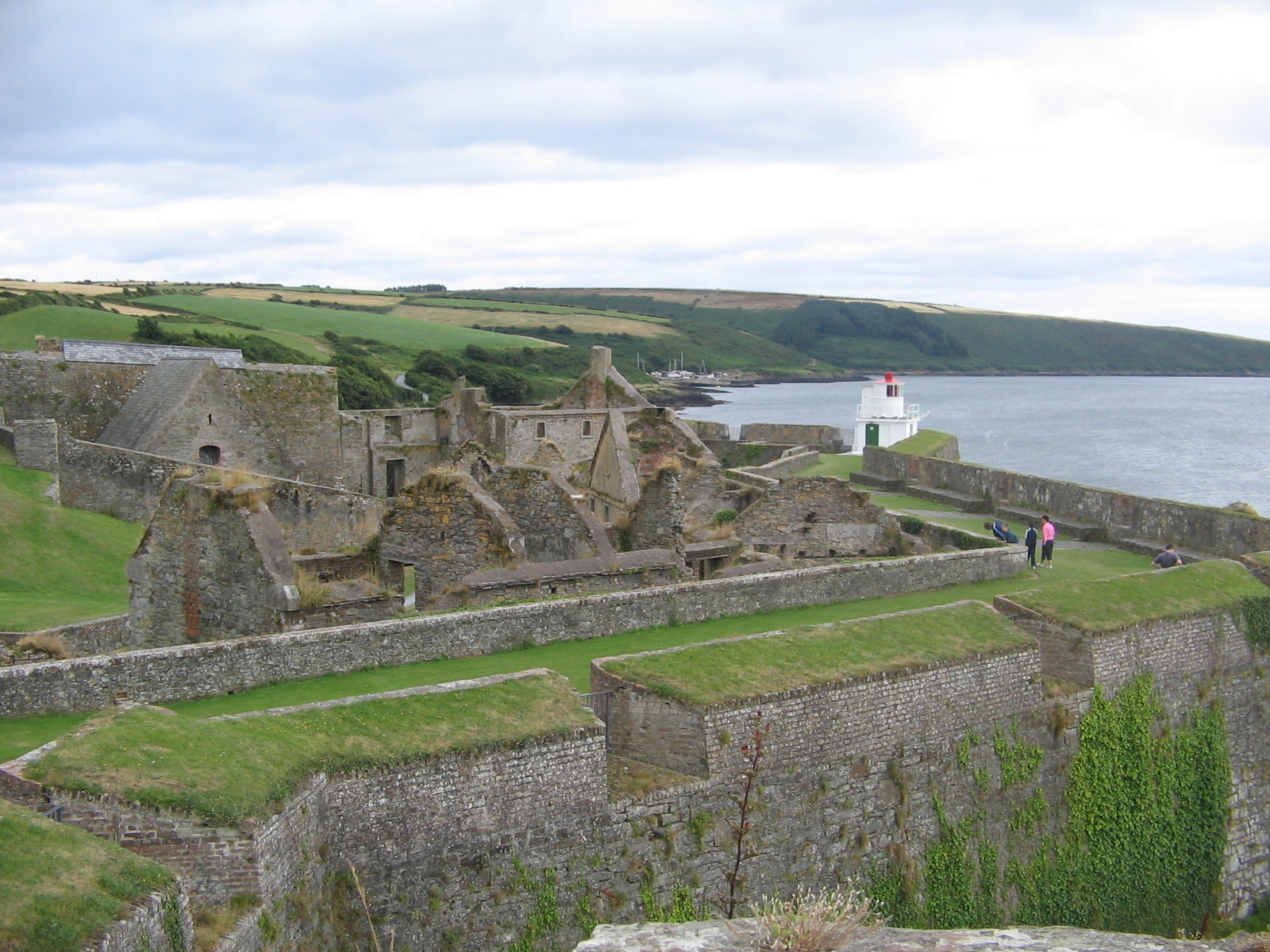
Fortifications et phare
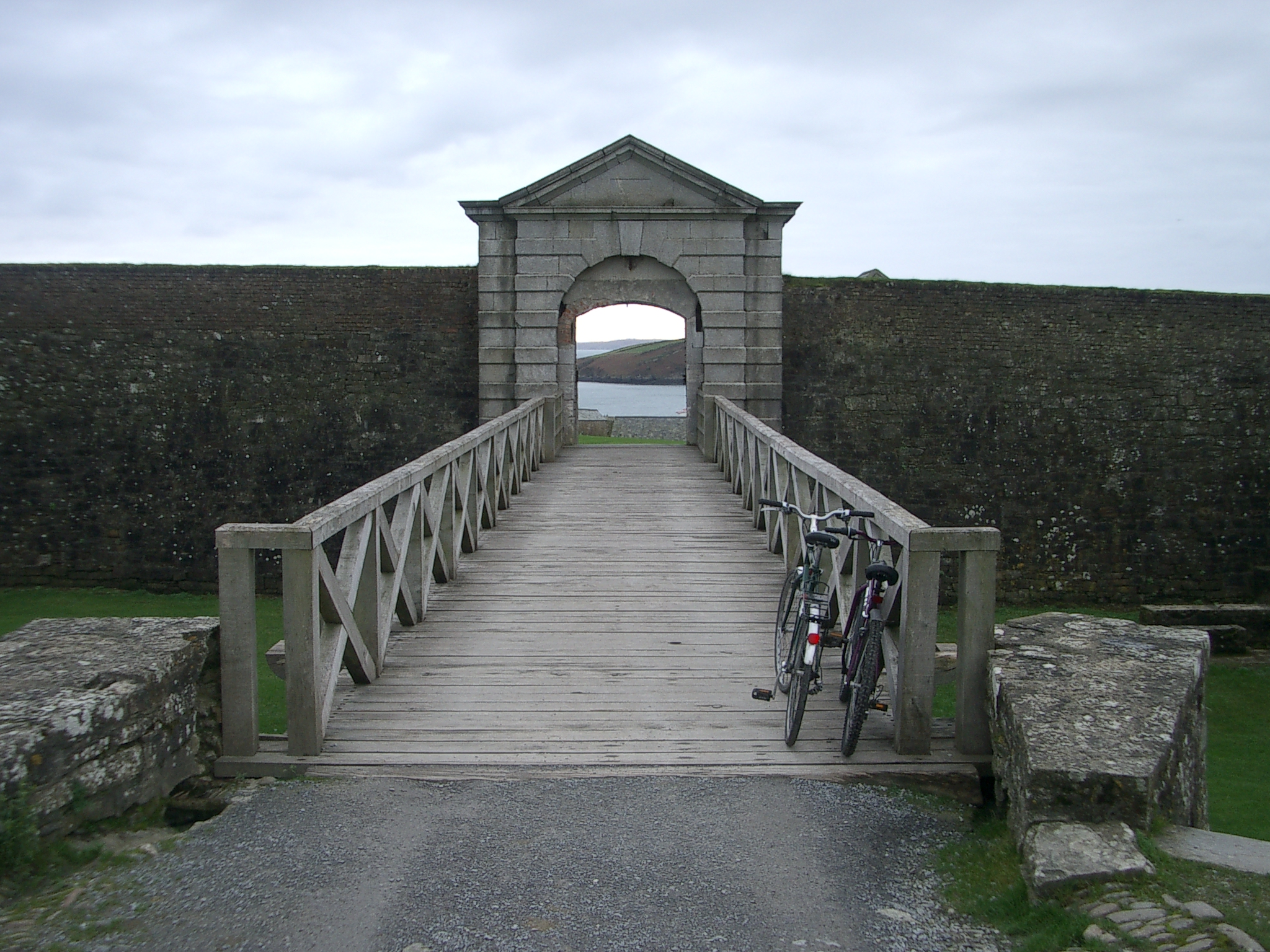
L'entrée de Charles Fort
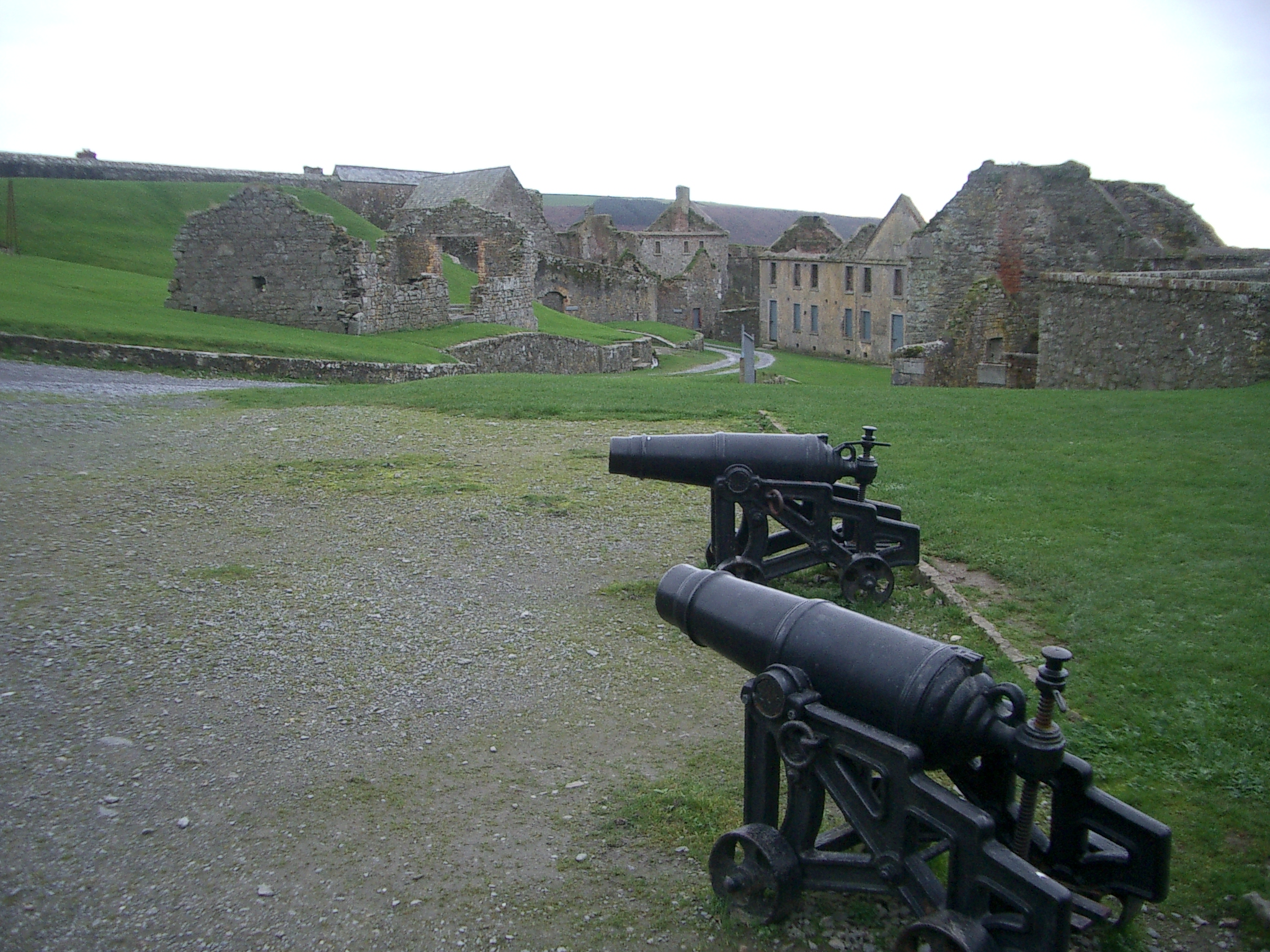
Canon à l'intérieur du fort
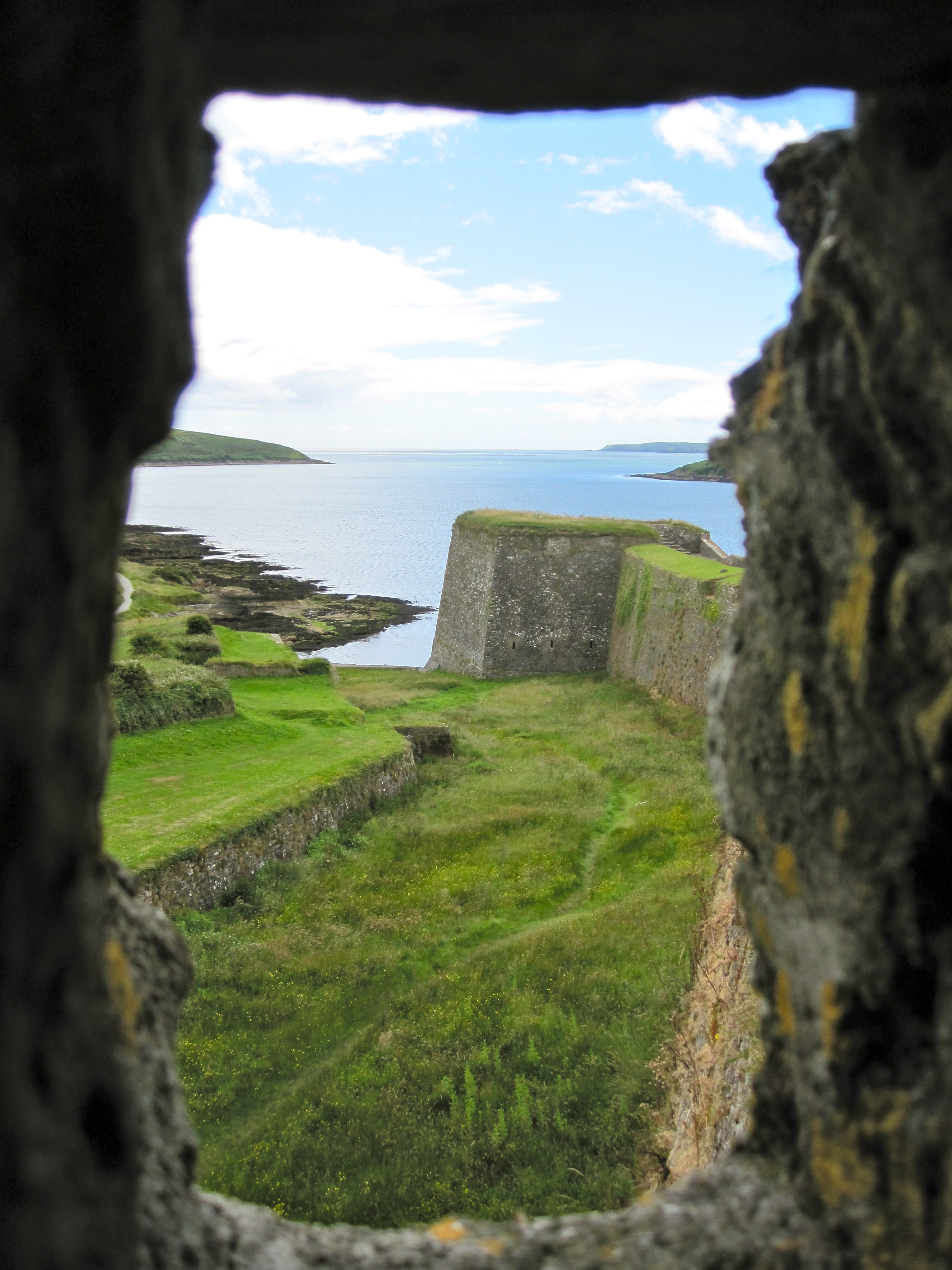
Vue du fort
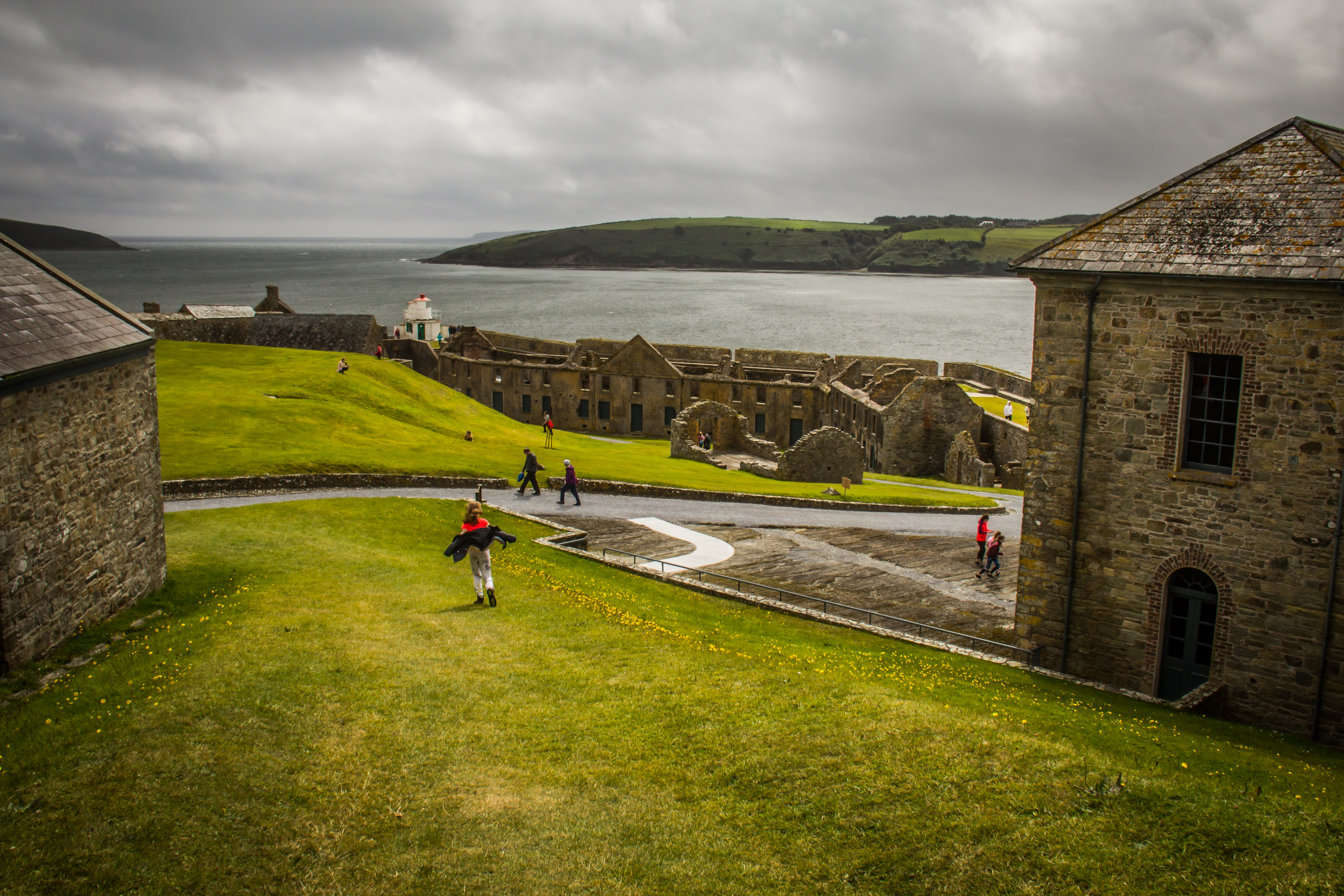
L'intérieur du fort. Aout 2020.
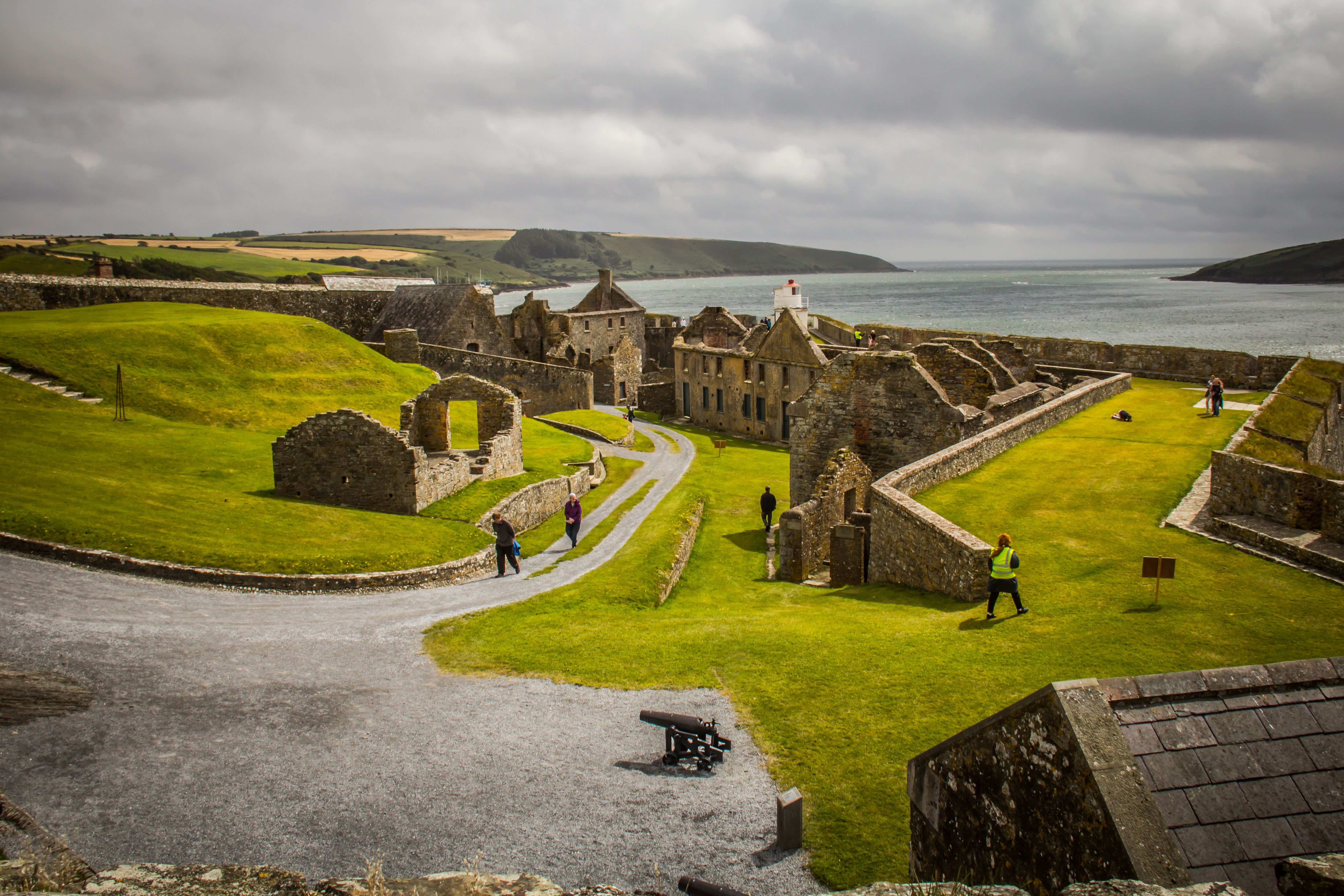
Autre intérieur du même. Aout 2020.